# Coudenberg
Coudenberg ali Koudenberg je majhen hrib v Bruslju, na katerem je bila zgrajena palača. Skoraj 700 let je bil grad, nato pa palača, sedež oblasti grofov, vojvod, nadvojvod, kraljev, cesarjev in guvernerjev, v kateri so od 11. stoletja do uničenja leta 1731 uveljavljali svojo oblast nad območjem vojvodine Brabant, zdaj južna Nizozemska in severna Belgija. Po več letih izkopavanj so zdaj arheološki ostanki palače in njenih temeljev na ogled javnosti.

## Zgodovina
Okoli leta 1100 so grofje Leuvna in Bruslja zapustili dolino Senne in zgradili svoj grad na hribu Coudenberg, od koder bi lahko obvladovali majhno mesto. Z ustanovitvijo vojvodine Brabant leta 1183, ki jo je določil nemški cesar Friderik Barbarossa, je Coudenberg postal pomemben in je bil vključen v prvo veliko obzidje, zgrajeno okoli Bruslja. Lovski park vojvod je  bil po hribu na sever, njegov ostanek je zdaj Bruseljski park.
Z drugim obzidjem mesta po zasedbi flandrijskega grofa Ludvika II. leta 1356 grad ni bil več potreben kot glavna  obramba in se je postopoma spremenil v stanovanjsko palačo. Po letu 1430, ko je bil Brabant z dediščino dodan Burgundiji, je Filip Dobri dogradil nova krila, okrasil park in zgradil Aulo Magno, ogromno dvorano za kraljeve sprejeme in druge ceremoniale. Prvi redni sestanki posameznih držav, ki so jih predstavljali delegati srednjega razreda, duhovniki in plemstvo Burgundske Nizozemske, so bili tukaj leta 1465.
V tej sobi je leta 1515 Margareta Avstrijska uradno opustila svoje regentstvo v korist Karla  Habsburškega, prihodnjega cesarja Karla V., ki je postal vojvoda Burgundije. V tej sobi se je 40 let kasneje Karel V. odpovedal prestolu v korist svojega sina, španskega kralja Filipa II. Med svojim vladanjem je Karel V. ustvaril trg Bailles (Baliënplein ali Place des Bailles) pred palačo, zgradil galerije in sobe v renesančnem slogu ter Veliko kapelo v poznem gotskem slogu v spomin na starše, Filipa Lepega in Ivano Kastiljsko.
V 17. stoletju sta pod vladavino suverene Španske Nizozemske nadvojvoda Albert in Izabela na Coudenbergu ustanovila svoj dvor. Nadvojvode so obnovili pročelje palače, preoblikovali stavbe in prenovili stanovanja in vrtove. Za zaščito nadvojvode na poti v stolnico je bila ulica, ki je obkrožala Aulo Magno in kapelo, razširjena skoraj do stolnice svetega Mihaela in svete Gudule in jo preimenovala v Izabelino ulico (Rue Isabelle). Kot ljubitelji umetnosti so nadvojvode pripeljali na dvor najboljše umetnike tistega časa, tudi Jana Brueghla starejšega in Rubensa, da bi okrasili palačo s svojimi deli.
Ponoči 3. februarja 1731 je v kuhinjah izbruhnil požar in hitro zajel celotno palačo. Zaradi zamrzovanja je bila  otežena dostava vode in sredstva za gašenje požara niso zadostovala. Zjutraj je bila palača v ruševinah, veliko umetniških del je bilo uničenih skupaj z vladnim arhivom. Ohranjena je bila samo kapela. Dvor se je preselil drugam. Na žalost ni bilo denarja za obnovo. Šele čez 40 let, leta 1774, je Karel Aleksander Lotarinški ruševine zamenjal s Kraljevim trgom. Zaradi arhitekturnega  neujemanja z gotsko kapelo in okoliškimi stavbami je bila kapela porušena.

## Danes
Tik ob jugozahodnem kotu Bruseljskega parka je Kraljevi trg (Place Royale ali Koningsplein), ki je bil zgrajen na robu stare palače. Prvotno je na trgu stal kip princa Karla Aleksandra Lotarinškega, takrat (1780) guvernerja Avstrijske Nizozemske, delo Petra Antona von Verschaffelta. Kip ni bil konjeniški, Karel Aleksander je stal in opravljal vladne zadeve. Na žalost so ga po francoski revoluciji in med francosko zasedbo Bruslja pretopili v kovino. Trenutni konjeniški kip je kip mladega Godfreja Bouillonskega. Nov kip Karla Aleksandra je bil postavljen v bližini Muzejskega trga.
Nasproti Kraljevega trga je cerkev svetega Jakoba. Med letoma 1776 in 1780 sta jo zgradila francoska arhitekta Montoyer in Guimard v klasičnem slogu. V 19. stoletju so bili dodani kupola in dve stranski krili.
Na Coudenbergu je še več drugih stavb, tudi belgijski urad za splošno računovodstvo/revizijo (Rekenhof ali Cour des Comptes), Kraljeva kapela, zgrajena leta 1761 z notranjostjo v slogu Ludvika XVI., Lotarinška palača in Kraljevi muzeji likovnih umetnosti  Belgije.

## Arheološki ostanki in delna rekonstrukcija
Ostanki starodavne palače in sosednje stavbe so bili izkopani pod sedanjim nivojem tal in so ohranjeni pod delnim betonskim pokrovom. Ostanki so v muzeju Bellevue in so  odlično predstavljeni kot zgodovinski artefakti. Glavne stavbe palače so bile približno tam, kjer je danes muzej in zelo široka ulica (Rue Royale/ Koningstraat). Sosednje kapele in Aula Magna so stale tam, kjer sta zdaj del Bozarja, centra lepih umetnosti, in severni kot Kraljeve palače poleg Muzeja glasbenih instrumentov. Nekdanja Izabelina ulica (Rue Isabelle/Isabellastraat) je tekla mimo teh stavb. Imela je precejšen nagib, vendar je sedanja površina Kraljeve ulice, ki je vzporedna, ravna, ker je bilo celotno območje izravnano v 18. stoletju. Spodnje sobe teh zgradb v požaru niso bile povsem poškodovane in so vidne na arheološkem najdišču.
Ohranjeni ostanki, ki si jih je mogoče ogledati, so:
- kleti glavne palače
- prostori, v katerih je glavna banketna dvorana v Auli Magni
- skladiščni prostor pod kapelo

Na drugi strani Izabeline ulice je po vsej dolžini hiša vplivnih grofov Hoogstraeten, ki jo (2008) izkopavajo, da bo na ogled obiskovalcem poleg obstoječih ostankov.
- Archaeological remains and partial restoration
- Stopnišče
- Hodnik
- Temelji